# Lubuk Sirih Ilir
Lubuk Sirih Ilir is een bestuurslaag in het regentschap Bengkulu Selatan van de provincie Bengkulu, Indonesië. Lubuk Sirih Ilir telt 951 inwoners (volkstelling 2010).